# Commodore International
Commodore или пуно име Commodore International је америчка компанија која се бавила производњом електронских апарата и једна од пионирских компанија у пољу рачунара. Ова компанија је отишла у стечај 1994, али после тога је било неколико покушаја да се поновно покрене производња рачунара из породице Амига.

#### 8-битна
- Commodore PET/CBM
- Commodore VIC-20
- Commodore CBM-II
- Commodore 64
- Commodore SX-64 - преносни рачунар
- Commodore 16
- Commodore Plus/4
- Commodore LCD
- Commodore 128
- Commodore 65

#### 16/32-бит
- Commodore 900
- Commodore Amiga - породица рачунара
- IBM PC клонови - Commodore Colt, PC1, PC10, PC20, PC30, PC40, ..., 486SX-LTC

### Конзоле
- Commodore 64GS
- Amiga CDTV
- Amiga CD32